# Viện Hàn lâm Khoa học Leopoldina
Viện Hàn lâm Khoa học Leopoldina (tiếng Đức: Deutsche Akademie der Naturforscher Leopoldina) là một viện hàn lâm quốc gia của Đức, trụ sở hiện nay ở Halle (Saale), bang Sachsen-Anhalt. Được thành lập năm 1652, Viện Leopoldina được cho là , p. 5 hội học giả tồn tại liên tục lâu đời nhất trên thế giới.

## Lịch sử

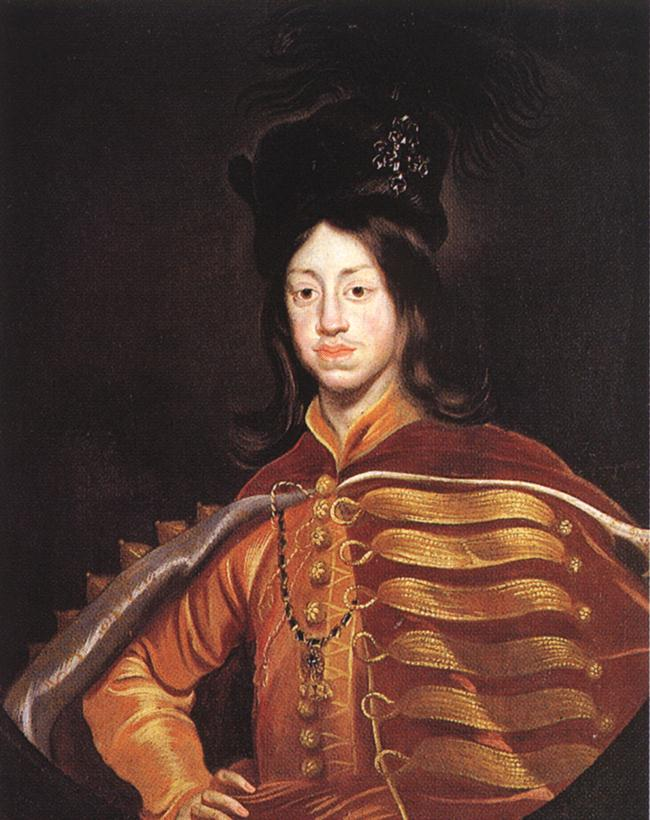
Leopold I của Đế quốc La Mã Thần thánh

Hội Leopoldina được thành lập ngày 1.1.1652 ở thành phố Schweinfurt dưới tên tiếng Latin Academia Naturae Curiosorum Bốn thành viên sáng lập là những thầy thuốc Johann Laurentius Bausch - chủ tịch đầu tiên của hội - Johann Michael Fehr, Georg Balthasar Metzger, và Georg Balthasar Wohlfarth.
Năm 1670 Hội bắt đầu xuất bản tờ Ephemeriden, tờ báo Y học và Khoa học đầu tiên của thế giới.
Năm 1677, Leopold I, hoàng đế của đế quốc La Mã Thần thánh, công nhận hội và năm 1687, ông cho hội tên đầy ý nghĩa là Leopoldina., p. 7–8; 
Ban đầu, Hội làm việc bằng cách gửi thư và không có trụ sở cố định, trụ sở đặt ở nơi mà ông chủ tịch làm việc. Đến năm 1878 mới có trụ sở cố định ở Halle (Saale) và tới năm 1924 mới tổ chức họp thường xuyên., pp. 8–9
Khi Adolf Hitler lên làm thủ tướng Đức năm 1933, Hội Leopoldina bắt đầu khai trừ những hội viên gốc Do Thái. Albert Einstein là một trong những nạn nhân đầu tiên và cho đến năm 1938 đã có trên 70 hội viên bị khai trừ, trong đó 8 người đã bị Đức Quốc xã giết:
- Otto Blumenthal (1876-1944), nhà toán học,
- Max Flesch (1852-1943), nhà giải phẫu học
- Hans Leopold Meyer (1871-1942), nhà hóa học
- Georg Pick (1859-1942), nhà toán học
- Przibram Hans Leo (1874-1944), nhà động vật học
- Peter Rona (1871-1945), nhà hóa sinh
- tarkstein Emil (1884-1942), nhà dược lý học
- Arthur von Weinberg (1860-1943), nhà hóa học

Khi Chiến tranh thế giới thứ hai kết thúc, thì thành phố Halle (Saale) trong đó có tòa nhà trụ sở của Viện thuộc về Đông Đức và chính phủ cộng sản đã liên tục tìm cách quốc hữu hóa viện này. Tuy nhiên viện Leopoldina đã thành công trong việc chống lại những mưu toan của chính phủ, và tiếp tục tự coi mình là một viện phục vụ cho toàn nước Đức. Năm 1991, sau khi tái thống nhất Đức, viện Leopoldina được công nhận cương vị là một tổ chức phi lợi nhuận. Hiện nay viện được chính phủ Cộng hòa liên bang Đức và chính phủ của bang Sachsen-Anhalt cùng tài trợ., pp. 10–14
Tháng 11 năm 2007, Bộ trưởng bộ Khoa học Đức Annette Schavan loan báo việc đặt tên viện Leopoldina lại thành "Viện hàn lâm Khoa học Đức" (Deutsche Akademie der Wissenschaften), và tuyên bố rằng "do uy tín quốc tế của mình, viện Leopoldina đã được tiên định đại diện cho nước Đức trong nhóm những viện hàn lâm quốc tế". Là Viện hàn lâm Khoa học Đức, nên viện có những quyền và trách nhiệm tương ứng chẳng hạn như của Hội hoàng gia Luân Đôn của Anh và Viện hàn lâm Khoa học quốc gia Hoa Kỳ.
Theo quyết định của Hội nghị Khoa học chung giữa Liên bang và các bang Đức trong mùa xuân năm 2008, viện này trở thành Viện hàn lâm Khoa học quốc gia Đức từ ngày 14.7.2008.

## Hoạt động
Viện hàn lâm Leopoldina là cơ quan hàn lâm hàng đầu ở Đức có chức năng tư vấn cho chính phủ về những vấn đề khoa học, ví dụ như biến đổi khí hậu.
Viện tố chức các hội nghị, những buổi diễn thuyết và tiếp tục xuất bản Ephemeriden dưới tên Nova Acta Leopoldina (Những hoạt động mới của viện Leopoldina). Viện cũng trao nhiều huy chương, giải thưởng, trợ cấp và học bổng cùng bầu chọn những viện sĩ mới cho mình. Viện cũng duy trì một thư viện, một kho lưu trữ tài liệu, và cũng nghiên cứu lịch sử của riêng mình cùng xuất bản tờ Acta Historica Leopoldina (Những hoạt động lịch sử của viện Leopoldina) dành riêng cho chủ đề này., pp. 15–33

## Những giải thưởng và vinh danh của Viện
Dưới đây là những giải thưởng và vinh danh mà Viện trao cho các nhà khoa học xuất sắc:
- viện sĩ danh dự
- Huy chương Cothenius (trao lần đầu năm 1792)
- Huy chương Carus (trao lần đầu năm 1896)
- Huy chương Schleiden (trao lần đầu năm 1955)
- Huy chương Mendel (từ năm 1965, để vinh danh Gregor Mendel)
- Huy hiệu Darwin (chỉ trao năm 1959 nhân kỷ niệm 100 năm ngày xuất bản tác phẩm The origin of species)
- Giải Leopoldina cho các nhà khoa học trẻ
- Giải Georg Uschmann cho Lịch sử Khoa học
- Giải nghiên cứu Leopoldina (từ năm 2001, do Quỹ Commerzbank (Ngân hàng thương mại) tài trợ)
- Giải Thieme của Viện Leopoldina cho Y học
- Huy chương Công trạng (do Ban chủ tịch Viện trao trong những dịp đặc biệt)

## Chức viện sĩ

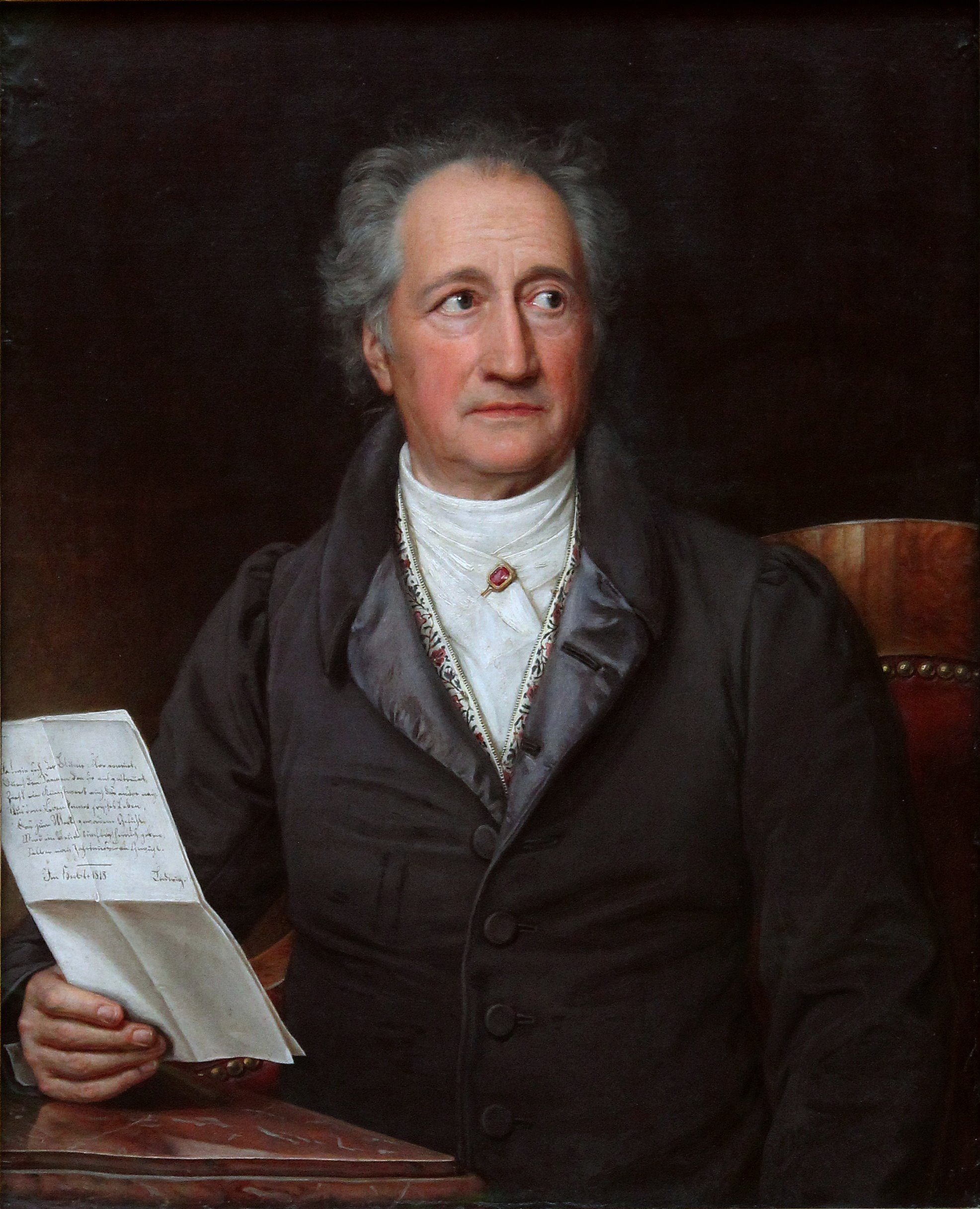
Johann Wolfgang von Goethe

Ba phần tư viện sĩ thuộc những nước nói tiếng Đức (Đức, Áo, Thụy Sĩ) còn một phần tư thuộc khoảng 30 quốc gia khác. Việc được bầu làm viện sĩ của Viện hàn lâmh Khoa học Leopoldina là một vinh dự có tính học thuật cao nhất của Đức.
Tới năm 2007, Viện hàn lâm Khoa học Leopoldina có 157 viện sĩ đã đoạt giải Nobel.
Dưới đây là một số viện sĩ nổi tiếng nhất của Viện hàn lâm Khoa học Leopoldina: 
- Christian Ludwig Brehm
- Charles Darwin
- Albert Einstein (bị khai trừ năm 1933 vì là người Do Thái)
- Gerhard Ertl
- Johann Wolfgang von Goethe
- Otto Hahn
- Theodor W. Hänsch
- Wilhelm Ostwald
- Max Planck
- Ernest Rutherford
- Adelbert von Chamisso
- Werner von Siemens
- Marie Curie
- Niels Bohr
- Werner Heisenberg

## Các chủ tịch từ năm 1652 tới nay

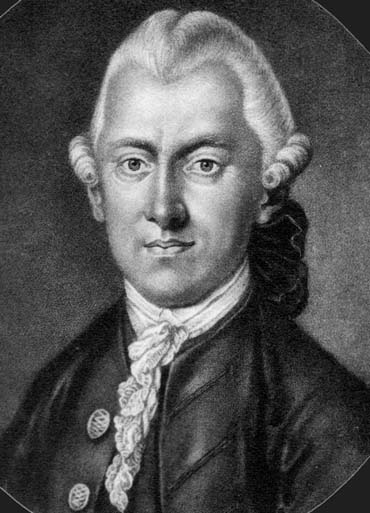
Johann Christian Daniel von Schreber

Dưới đây là danh sách các chủ tịch Viện Leopoldina với thời hạn và nơi đặt trụ sở:
- 1652–1665 Johann Lorenz Bausch (Schweinfurt)
- 1666–1686 Johann Michael Fehr (Schweinfurt)
- 1686–1693 Johann Georg Volckamer (Nürnberg)
- 1693–1730 Lukas Schröck (Augsburg)
- 1730–1735 Johann Jakob Baier (Altdorf bei Nürnberg)
- 1735–1769 Andreas Elias Büchner (Erfurt, Halle (Saale))
- 1770–1788 Ferdinand Jakob Baier (Nürnberg)
- 1788–1791 Heinrich Friedrich Delius (Erlangen)
- 1791–1810 Johann Christian Daniel von Schreber (Erlangen)
- 1811–1818 Friedrich von Wendt (Erlangen)
- 1818–1858 Christian Gottfried Daniel Nees von Esenbeck (Erlangen, Bonn, Breslau)
- 1858–1862 Dietrich Georg Kieser (Jena)
- 1862–1869 Carl Gustav Carus (Dresden)
- 1870–1878 Wilhelm Friedrich Behn (Dresden)
- 1878–1895 Hermann Knoblauch (từ đây trở đi: Halle (Saale))
- 1895–1906 Karl von Fritsch
- 1906–1921 Albert Wangerin
- 1921–1924 August Gutzmer
- 1924–1931 Johannes Walther
- 1932–1950 Emil Abderhalden
- 1952–1953 Otto Schlüter
- 1954–1974 Kurt Mothes
- 1974–1990 Heinz Bethge
- 1990–2003 Benno Parthier
- 2003–2010 Volker ter Meulen
- 2010–tới nay Jörg Hacker

## Linh tinh
- Tiểu hành tinh 893 Leopoldina được đặt theo tên Viện hàn lâm Khoa học Leopoldina.